# モーハン (俳優)
モーハン（Mohan、1956年5月10日 - ）は、インドのタミル語映画で活動する俳優。デビュー作となった『Kokila』にちなみ「コキラ・モーハン（Kokila Mohan）」の通称で知られるほか、歌手役を多く演じていることから「マイク・モーハン（Mic Mohan）」とも呼ばれている。1982年には『Payanangal Mudivathillai』の演技でフィルムフェア賞 タミル語映画部門主演男優賞を受賞した。

## キャスト
1977年に『Kokila』で俳優デビューした後、1978年には『Madaalasa』でマラヤーラム語映画デビューした。同作の成功を受け、バープの『Toorpu Velle Railu』に出演し、テルグ語映画デビューした。1980年には『Moodu Pani』に出演して興行的な成功を収め、これによりモーハンはシルバー・ジュビリー俳優の地位を確立し、1980年代には「タミル語映画界のラージェーンドラ・クマール」と称されるようになった。その後はマヘンドランの『Nenjathai Killathe』に出演し、同作は1年間上映されるヒット作となったほか、国家映画賞 タミル語長編映画賞を受賞している。1982年には『Payanangal Mudivathillai』に出演してフィルムフェア賞 タミル語映画部門主演男優賞を受賞し、スター俳優の地位を確立した。1986年にはマニラトナムの『沈黙の旋律』に出演し、批評家から演技を絶賛された。
1999年には『Anbulla Kadhalukku』で監督・製作・主演を務めるが興行的に失敗し、同時期には『Acham Madam Nanam』『Selvangal』『Hasiyaramayana』『Brindavanam』などテレビシリーズのプロデューサーとしても活動していた。2006年には『Unakkum Enakkum』でジェヤム・ラヴィの父親役のオファーを受けるが辞退し、代わりにK・バーギャラージが起用された。2008年に出演した『Sutta Pazham』で9年振りに主人公を演じ、同年には『Thalappavu』をプロデュースしている。

## 受賞歴
| 年                                | 部門                              | 作品名                            | 結果                              | 出典                              |
| フィルムフェア賞 南インド映画部門 | フィルムフェア賞 南インド映画部門 | フィルムフェア賞 南インド映画部門 | フィルムフェア賞 南インド映画部門 | フィルムフェア賞 南インド映画部門 |
| --------------------------------- | --------------------------------- | --------------------------------- | --------------------------------- | --------------------------------- |
| 1983年                            | タミル語映画部門主演男優賞        | 『Payanangal Mudivathillai』      | 受賞                              | [ 2 ]                             |
| 1985年                            | タミル語映画部門主演男優賞        | 『Nooravathu Naal』               | ノミネート                        |                                   |
| 1986年                            | タミル語映画部門主演男優賞        | 『Idaya Kovil』                   | ノミネート                        |                                   |
| 1987年                            | タミル語映画部門主演男優賞        | 『沈黙の旋律』                    | ノミネート                        |                                   |
| 1988年                            | タミル語映画部門主演男優賞        | 『Rettai Vaal Kuruvi』            | ノミネート                        |                                   |